# Mosoia
Genre
Mosoia est un genre d'opilions laniatores de la famille des Assamiidae.

## Distribution
Les espèces de ce genre sont endémiques de Nouvelle-Guinée.

## Liste des espèces
Selon World Catalogue of Opiliones (03/06/2021) :
- Mosoia albiceps (Loman, 1906)
- Mosoia biarmata Roewer, 1940
- Mosoia bulbigera Roewer, 1915
- Mosoia gracilipes Roewer, 1912
- Mosoia saylori Goodnight & Goodnight, 1947

## Publication originale
- Roewer, 1912 : « Die Familien der Assamiiden und Phalangodiden der Opiliones-Laniatores. (= Assamiden, Dampetriden, Phalangodiden, Epedaniden, Biantiden, Zalmoxiden, Samoiden, Palpipediden anderer Autoren). » Archiv für Naturgeschichte, sér. A, vol. 78, no 3, p. 1–242 (texte intégral).